# 기평가보험
기평가보험(旣評價保險, Valued Policy) 협정보험가액으로 가입한 보험계약을 말한다. 한국의 상법은 기평가보험일지라도 협정가액이 사고발생시의 가액을 현저하게 초과할 때에는 사고발생시의 가액을 보험가액으로 한다고 규정하고 있다. 

## 판례
"기평가보험으로 인정되기 위한 당사자 사이의 보험가액에 대한 합의는 명시적인 것이어야 하나, 반드시 보험증권에 협정보험가액 혹은 약정보험가액이라는 용어를 사용하여야만 하는 것은 아니고 당사자 사이에 보험계약을 체결하게 된 제반사정과 보험증권의 기재내용 등을 통하여 당사자의 의사가 보험가액을 미리 합의하고 있는 것이라고 인정할 수 있으면 충분하다." 2002다64520 판결

## 참고 문헌
- 김주동, 상법 제670조 기평가보험에 관한 고찰, 보험학회지, 한국보험학회, 2002.